# Giorgio Vasari
Giorgio Vasari (Arezzo, 30 de julio de 1511-Florencia, 27 de junio de 1574) fue un arquitecto, pintor y escritor italiano. Considerado uno de los primeros historiadores del arte, es célebre por sus biografías de artistas italianos, colección de datos, anécdotas, leyendas y curiosidades recogidas en su libro Las vidas de los más excelentes arquitectos, pintores y escultores italianos [Le vite de' più eccellenti pittori, scultori, e architettori italiani, da Cimabue insino a' tempi nostri] (1550; segunda edición ampliada en 1568). Se le atribuye el haber acuñado el término Renacimiento.

## Biografía

### Formación
Fue hijo de Antonio Vasari y Maddelena Tacci. A edad muy temprana se convirtió en alumno de Guglielmo da Marsiglia —pintor de vidrieras—, a quien fue recomendado por su pariente el pintor Luca Signorelli. A los dieciséis años el cardenal Silvio Passerini lo envió a estudiar a Florencia, donde frecuentó el estudio del escultor Baccio Bandinelli y trató con el círculo de Andrea del Sarto y sus alumnos Rosso Fiorentino y Jacopo Pontormo. En Florencia conoció a Miguel Ángel, que preparaba su marcha a Roma y cuyo estilo de pintura le influyó poderosamente.
En 1529 visitó Roma y estudió las obras de Rafael y de otros artistas romanos de la generación anterior. Fue empleado con regularidad por patronos de la familia Médici en Florencia y Roma, trabajando también en Nápoles, Arezzo, Pisa, Bolonia y Módena.

### Fama
Vasari disfrutó de una alta reputación durante su vida y logró una considerable fortuna. También disfrutó de la consideración de sus paisanos de Arezzo, ciudad dependiente de Florencia, donde terminó de construir en 1547 una bella casa a cuya decoración dedicó mucho esfuerzo, convertido en su museo. Fue nombrado representante del Consejo municipal de su ciudad natal y ostentó el cargo supremo de confaloniero. Fue también coleccionista de dibujos, que en algunos casos le sirvieron para formular los juicios artísticos que incluyó en sus Vidas.
El manierismo de Vasari fue más admirado durante su vida que después. Vasari era un romántico, lúcido y entusiasta ante el papel novedoso que estaba desempeñando en el arte el movimiento realista en el que participaba y al que puso nombre, en cierto modo de ruptura con el pasado.

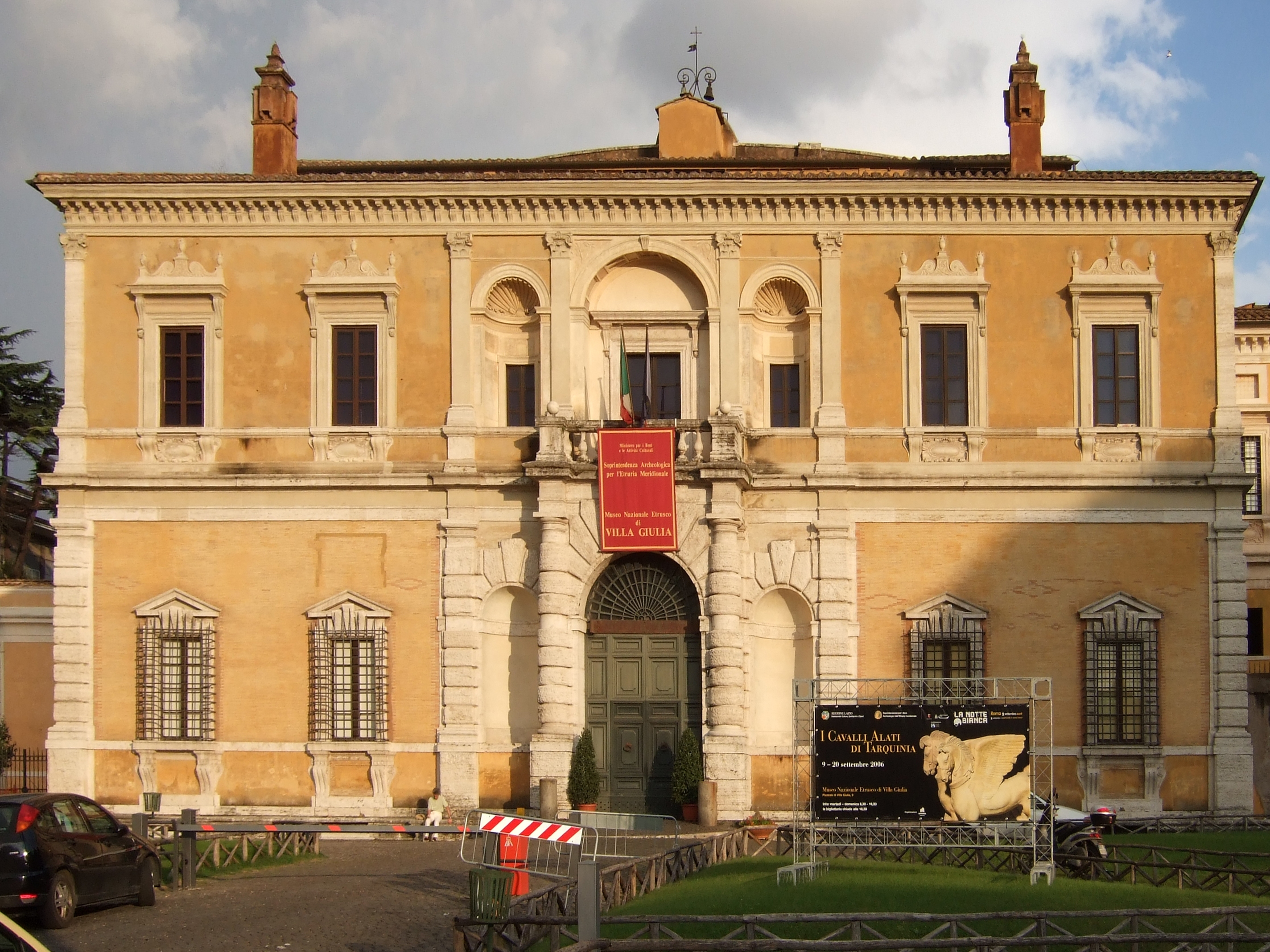
Villa Julia, cuya construcción fue supervisada por Vasari.

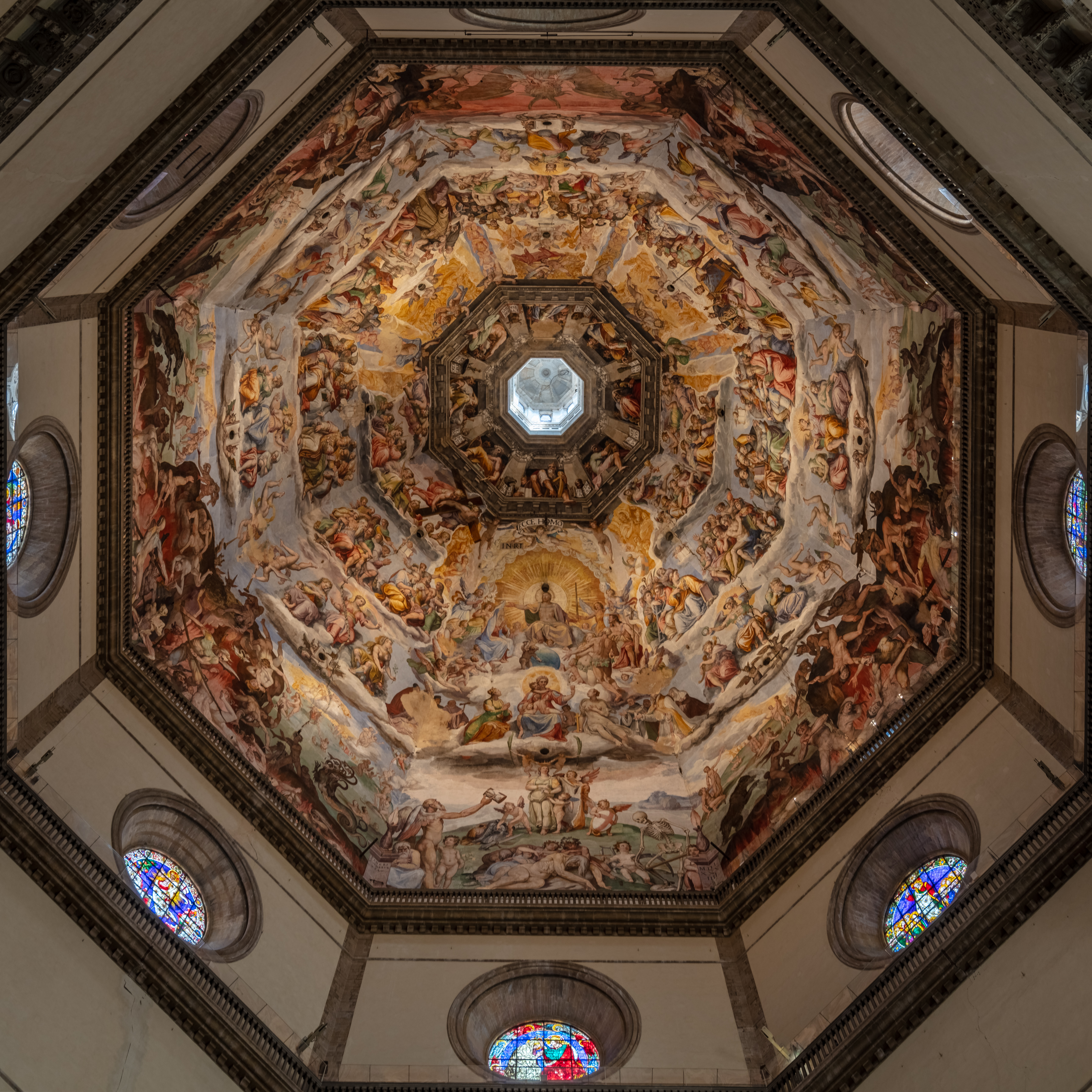
Frescos de Giorgio Vasari en la cúpula de la catedral de Florencia.

## Obra arquitectónica
Como arquitecto, su obra principal fue el Palacio de los Uffizi, en Florencia, edificio de un clasicismo simétrico y muy elegante. También levantó en 1559 el Corredor vasariano, un largo pasaje que conecta los Uffizi con el palacio Pitti a través del puente Vecchio. También hizo obras en las iglesias medievales de Santa María Novella y Santa Croce, en las que no respetó el coro y el trascoro, y que remodeló al gusto manierista de la época. En Roma colaboró en la construcción de la Villa del papa Julio III, Villa Julia, iniciada en 1552, con Giacomo Barozzi da Vignola y Bartolomeo Ammannati. Varios edificios de Pistoya fueron diseñados por él. Se encargó además de la remodelación de la plaza de los Caballeros de Pisa.

## Obra pictórica
Cristo conducido al sepulcro 1532, Retrato del duque Alejandro de Medicis 1534 y Alegoría de la Inmaculada Concepción 1540.
Se le deben también los frescos del gran salón del palacio de la Cancillería en Roma y especialmente algunos de los frescos decorativos del Palazzo Vecchio en Florencia (Cronos castrando a su padre Urano). Comenzó los frescos de la cúpula de la catedral de Florencia, que no logró completar. La pieza La adoración de los pastores, que conserva una estrecha relación con el fresco del convento de Santa Margarita en Arezzo. El soporte de piedra que el artista eligió cuenta con una delgada preparación. El óleo matizado logra expresar una profundidad de planos, típico recurso del Barroco Neoclásico. «Yo recuerdo que realicé una pequeña pintura de la natividad de Cristo, la cual regalé a mi Señora Costanza de Medici».[cita requerida]
En 1563 fundó la Accademia delle Arti del Disegno en Florencia, bajo la protección del duque Cosme I de Médici y con Miguel Ángel como cabeza de la institución, y treinta y seis artistas elegidos como miembros.
La obra pictórica de Vasari se muestra en todo su esplendor en el interior del Palacio Vecchio, en la conocida Sala de los Quinientos. En 1563 la sala es encomendada a Vasari a fin de llevar a cabo una remodelación decorativa acorde con la grandeza del palacio. Como resultado tenemos un impresionante salón de 52 x 23 metros, cuyas paredes están decoradas con obras del pintor: la conquista de Siena, la toma de Porto Ercole, la victoria de Cosme I de Marciano della Chiana, la derrota de Pisa en San Vincenzo, el ataque de Mazimiliano de Austria en Livorno y Pisa atacada por las tropas de Florencia. La decoración del techo representa, en 39 paneles, los episodios más importantes de la vida de Cosme I, los barrios de la ciudad y, en el centro, la escena de su nombramiento como gran duque de Toscana. A ambos lados, junto a las paredes, encontramos seis estatuas, incluyendo el Genio de la Victoria de Miguel Ángel. 
Hay una polémica por la existencia de una obra de Leonardo da Vinci conocida como La batalla de Anghiari, que en su tiempo se encontraría pintada al fresco en estos muros, pero está perdida. Se baraja la posibilidad de que al redecorar la sala, Vasari la ocultase bajo sus pinturas. Uno de los elementos que refuerzan esta teoría es la existencia de una expresión italiana situada en la bandera de uno de los frescos de Vasari, que dice Cerca Trova —Busca y hallarás—.

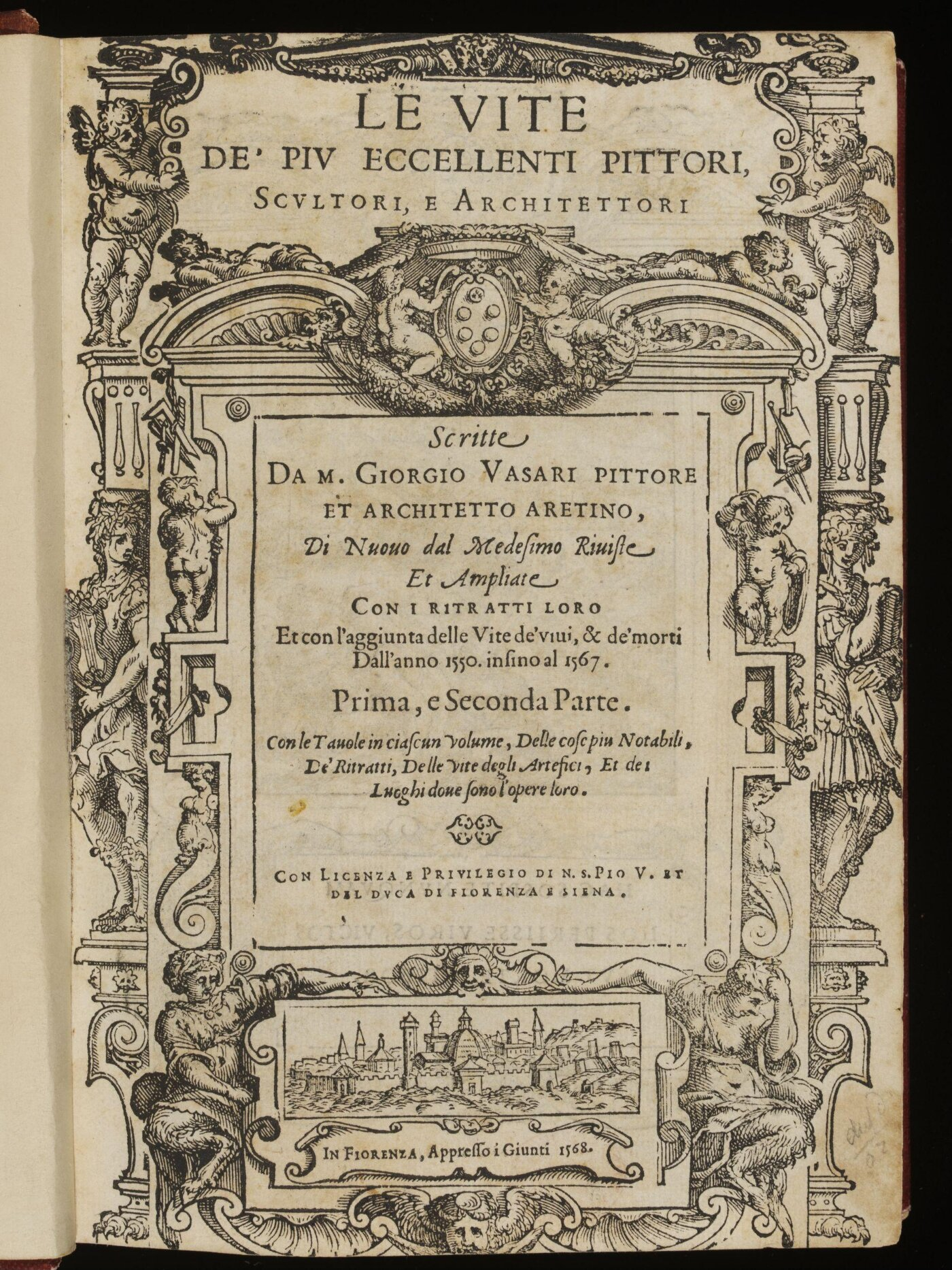
Portada de la segunda edición de Le vite de' più eccellenti pittori, scultori e architettori.

## Las vidas de los más excelentes arquitectos, pintores y escultores italianos
Como primer historiador del arte italiano, inició el género con una enciclopedia de biografías artísticas que continúa hoy. Vasari acuñó el término Renacimiento (rinascita), consciente del continuo renacer en las artes desde los tiempos de Alberti. Publicada su primera edición en 1550, y dedicada al duque Cosme I, fue parcialmente ampliada y reescrita en 1568, y dotada de retratos en grabado de artistas —algunos inventados—, titulada Le vite de' più eccellenti pittori scultori e architettori. El libro comienza con un prólogo técnico sobre arquitectura, escultura y pintura, agrupadas bajo la denominación de «artes del diseño», e incluía un tratado informativo y valioso sobre las técnicas empleadas en las artes. Continúa con una introducción sobre el origen de las artes desde los pueblos antiguos hasta la Edad Media —como decadencia del arte— y presenta el Renacimiento como la etapa de la renovación.
Utilizó como documentación tanto los escritos sobre arte anteriores al suyo, como las notas, los recuerdos sobre artistas antiguos y todo el material que había recogido en sus viajes a través de Italia.
Sus biografías están salpicadas de historias entretenidas. Muchas de sus anécdotas tienen el espíritu y la apariencia de la verdad, aunque otras parecen demasiado buenas como para ser ciertas. Algunas son puras ficciones, como el cuento del joven Giotto que pintaba una mosca en la superficie de una pintura de Cimabue, la cual el viejo maestro intentaba espantar repetidas veces; famoso cuento que tiene su eco en una anécdota que se contaba del pintor griego Apeles. Con pocas excepciones, el juicio estético de Vasari es perspicaz e imparcial. La concepción renacentista de la historia como relato de los hombres y sus obras, dota a sus biografías de un toque humano y teatral, mientras que las obras de arte se analizan como expresión absoluta de un temperamento o de un pensamiento, como resultado del impulso que lleva a todo artista a crear arte.
Vasari no investigaba en archivos para encontrar las fechas exactas, como harían los modernos historiadores del arte, y naturalmente sus biografías son más seguras para los artistas de su propia generación y de la precedente. La crítica moderna —con todos los nuevos materiales descubiertos por la investigación— ha corregido buena parte de sus fechas y atribuciones tradicionales. Pero el resultado es una tendencia a subestimar la exactitud de Vasari.
La obra sigue siendo un clásico. Vasari escribió una pequeña autobiografía al final de las Vidas, y añadió noticias de sí mismo y de su familia en las vidas de Lazaro Vasari y Francesco Salviati.